# Geronimo (Sheppard)
Geronimo è un singolo del gruppo musicale australiano Sheppard, pubblicato il 28 febbraio 2014 come primo estratto dal primo album in studio Bombs Away.

## Classifiche di fine anno
| Classifica (2014) | Posizione |
| ----------------- | --------- |
| Italia            | 26        |

## Video musicale
Il videoclip racconta la storia di una ribellione e di due amanti nella guerra (di due fazioni diverse). I ribelli fanno vivere una creatura che li aiuterà nella guerra. In mezzo al caos della battaglia, i due amanti si guardano e si avvicinano per poi darsi un bacio, mentre la creatura si allontana dalla guerra.

## Successo commerciale
Il brano viene come sigla di tutte le edizioni del programma televisivo Tú sí que vales in onda su Canale 5. 